# احتياطات النفط في الكويت
تشكل احتياطات النفط في الكويت ما نسبته 8% من احتياطات النفط في العالم. وتعد الكويت ثالث أكبر منتج للنفط في أوبك، حيث يبلغ إنتاجها حوالي 104 مليار برميل (16.5×109 م3). يشمل ذلك نصف 5 مليارات برميل (790×106 م3) على المنطقة السعودية الكويتية المحايدة. تقع معظم احتياطيات الكويت النفطية في حقل برقان ثاني أكبر حقل نفط تقليدي في العالم والذي ينتج النفط منذ عام 1938. وبما أن معظم حقول النفط الرئيسية في الكويت تزيد عن 60 عامًا، فإن الحفاظ على معدلات الإنتاج أصبح مشكلة.